# Aeroporto Internazionale di Juneau
L'Aeroporto Internazionale di Juneau (IATA: JNU, ICAO: PAJN) è un aeroporto civile statunitense situato in Alaska a 13 km a nordovest di Juneau. Situato a 8 m s.l.m., l'aeroporto è operativo sia per il traffico passeggeri commerciale, dove vengono operati prevalentemente voli intrastatali e un solo collegamento domestico per Seattle-Tacoma, sia come idroscalo per gli idrovolanti. È costituito da un unico terminal passeggeri, una torre di controllo del traffico aereo, una pista in asfalto con orientamento 8/26 lunga 2.700 metri e una pista su acqua per idrovolanti con orientamento 8Ovest/26Ovest (8O/26O) lunga 1.402 metri.